# Ačokča
Ačokča (Cyclanthera pedata), též korila nebo lidově paprikookurka, je druh rostliny z rodu korila (Cyclanthera) a čeledi tykvovité. Pochází z Jižní Ameriky. Pěstuje se pro své nezralé plody a listy, které se používají jako zelenina.

## Popis
V Evropě málo známá zelenina, vzhledem podobná paprice a chutí okurce. Vejčité lusky mají v kuchyni všestranné použití, lze je konzumovat i syrové. Domestikována byla poprvé v Peru, pěstovali ji již původní obyvatelé kontinentu - Inkové. Je přizpůsobená na podmínky vysokých nadmořských výšek, pěstována je v horských údolích až do výšky 2 000 - 3 000 m n. m.
Pěstuje se hlavně v Mexiku, Peru, Bolívii, Ekvádoru, ale záznamy o jejím pěstování pochází i z Nepálu, Číny, Tchaj-wanu a vysočin východní Afriky. Úspěšně pěstována je i ve středomořských podmínkách a pěstovat se začíná i v ČR. Je známa též pod názvy divoká okurka a vzhledem k širokému rozšíření i pod mnoha dalšími místními názvy: ve španělštině jako caigua, caiba, pepino de comer či pepino hueco (tzn. dutá okurka), v Evropě i pod názvy achocha nebo korila.
Roste jako popínavá bylina s délkou stonku až 5 metrů i více s pilovitými listy o velikosti 8 až 24 cm. Rostlina je jednodomá, geitonogamní („samosprašná“ v rámci jedné rostliny). Samčí květy rostou v trsech 10-20 cm dlouhých. Samičí květy rostou po jednom. Květy jsou drobné, zelené nebo bílé barvy. Bobulovité plody paprskovitého tvaru se špičatým vrškem dosahují délky 5–15 cm. Jejich barva variuje od tmavě zelené přes bílou. Uvnitř se nacházejí 1,5 cm velká černá semena, která se dále zasadí. Plody se sklízejí za zhruba 3 až 4 měsíce od setby v závislosti na žádoucím stádiu dozrání plodu.
Počet chromozomů je diploidní (2n=32).

## Léčebné účinky a kuchyňské využití
V tradiční medicíně se používá jako potravina s protizánětlivými účinky, ale i proti cukrovce a ke snížení vysokého krevního tlaku. Účinky byly i potvrzeny vědeckými studiemi a bývají vztahovány k vysokému obsahu fenolů. Ačokča obsahuje i vyšší množství vitamínu C (ca 14 mg na 100 g). Protizánětlivé účinky vykazují plody jak v syrovém tak sušeném stavu. Ve Spojených státech a Evropě bývá na trhu i jako bylinné léčivo.

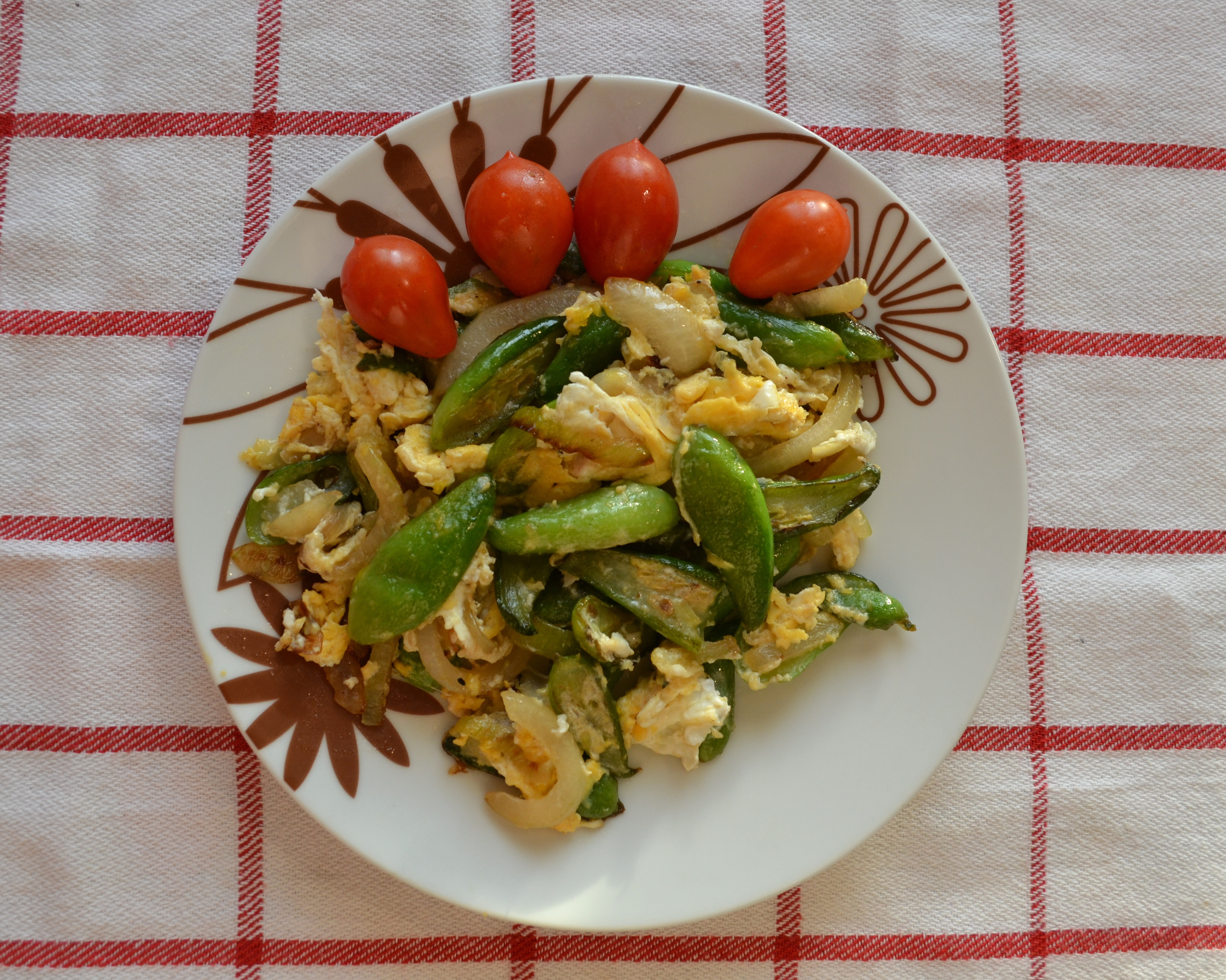
Slovenská úprava mladé ačokči s míchanými vejci a rajčaty.

V Jižní Americe je typicky užívána k přípravě polévek a salátů. Mladé plody se konzumují syrové nebo nakládané, starší plody po vyjmutí semen dušené nebo vařené. Pojídají se i mladé výhonky jako zelenina.
Použití i příprava je obdobná jako u paprik. Plody lze i nakládat společně s okurkami, cibulkami a karotkou do sladkokyselých nálevů nebo nakrájené na menší kousky sušit a přes zimu použít v kuchyni např. do zeleninových polévek. Malé plody mají zasyrova hráškovou chuť, konzumují se celé. Větší plody je lépe rozříznout, protože mohou obsahovat tvrdá semínka, která je vhodné před konzumací odstranit.